# 柿庄壁画墓
柿庄壁画墓，位于中国河北省石家庄市柿庄，为石家庄市井陉县的一个省级文物保护单位，类型为古墓葬，公布时间为1982年7月23日。
柿庄壁画墓的历史年代为宋代。